# Liste der Einträge im National Register of Historic Places im Dodge County (Wisconsin)

Lage des Dodge County in Wisconsin

Die Liste der Einträge im National Register of Historic Places im Dodge County in Wisconsin führt alle Bauwerke und historischen Stätten im Dodge County auf, die in das National Register of Historic Places aufgenommen wurden.

## Legende
| NRHP | Historic Place    |
| HD   | Historic District |

## Aktuelle Einträge
| [ 2 ] | Name                                                            | Bild                                                            | Eintragsdatum        | Lage | Ort                       | Beschreibung |
| ----- | --------------------------------------------------------------- | --------------------------------------------------------------- | -------------------- | --- | ------------------------- | --- |
| 1     | Beaumont Hotel                                                  | Beaumont Hotel                                                  | 1988 ID-Nr. 87002238 | 45 Main Street 43° 29′ 48″ N, 88° 32′ 40″ W | Mayville                  | |
| 2     | W. H. Boller Meat Market and Residence                          | W. H. Boller Meat Market and Residence                          | 1994 ID-Nr. 94000997 | 705 South Water Street 43° 35′ 29″ N, 88° 26′ 25″ W                                                                                              | Lomira                    | |
| 3     | Central State Hospital Historic District                        | Central State Hospital Historic District                        | 1991 ID-Nr. 91001395 | Lincoln Street zwischen Beaver Dam Street und Mason Street 43° 37′ 24″ N, 88° 44′ 12″ W                                                          | Waupun                    | |
| 4     | Chicago, Milwaukee and St. Paul Railway Company Passenger Depot | Chicago, Milwaukee and St. Paul Railway Company Passenger Depot | 1981 ID-Nr. 81000039 | 127 South Spring Street 43° 27′ 22″ N, 88° 50′ 10″ W                                                                                             | Beaver Dam                | Ehemaliger Bahnhof der Milwaukee Road; früher als Dodge County Historical Museum gelistet                           |
| 5     | Martin K. Dahl House                                            | Martin K. Dahl House                                            | 1975 ID-Nr. 75000062 | 314 Beaver Dam Street 43° 37′ 46″ N, 88° 44′ 43″ W                                                                                               | Waupun                    | |
| 6     | Fountain Inn                                                    | Fountain Inn                                                    | 2009 ID-Nr. 09000797 | 203 Front Street 43° 27′ 22,3″ N, 88° 50′ 22,2″ W                                                                                                | Beaver Dam                | |
| 7     | Fox Lake Railroad Depot                                         | Fox Lake Railroad Depot                                         | 1978 ID-Nr. 78000093 | Cordelia Street Ecke South College Avenue 43° 33′ 40″ N, 88° 54′ 31″ W                                                                           | Fox Lake                  | |
| 8     | Willard Greenfield Farmstead                                    | Willard Greenfield Farmstead                                    | 1992 ID-Nr. 92001557 | N-7436 WIS 26 43° 27′ 52″ N, 88° 42′ 9″ W | Town of Burnett           | |
| 9     | Ferdinand C. Hartwig House                                      | Ferdinand C. Hartwig House                                      | 1982 ID-Nr. 82000662 | 908 Country Lane 43° 12′ 18″ N, 88° 44′ 44″ W | Watertown                 | 1864 im Italianate-Stil errichtetes Wohnhaus                                                                        |
| 10    | Hollenstein Wagon and Carriage Factory                          | Hollenstein Wagon and Carriage Factory                          | 1979 ID-Nr. 79000070 | Bridge Street Ecke German Street 43° 29′ 46″ N, 88° 32′ 32″ W                                                                                    | Mayville                  | 1908 errichtete Kutschenfabrik, heute Museum                                                                        |
| 11    | Horicon Site                                                    |                                                                 | 1979 ID-Nr. 79003492 | östlich von Waupun Adresse nicht veröffentlicht                                                                                                  | Waupun                    | |
| 12    | Hotel Rogers                                                    | Hotel Rogers                                                    | 1989 ID-Nr. 89000120 | 103 East Maple Avenue 43° 27′ 26″ N, 88° 50′ 12″ W                                                                                               | Beaver Dam                | |
| 13    | John Hustis House                                               | John Hustis House                                               | 1983 ID-Nr. 83003371 | North Ridge Street 43° 20′ 49″ N, 88° 36′ 5″ W                                                                                                   | Hustisford                | |
| 14    | Hutchinson Memorial Library                                     | Hutchinson Memorial Library                                     | 1990 ID-Nr. 90001705 | 228 North High Street 43° 32′ 23″ N, 89° 0′ 23″ W                                                                                                | Randolph                  | |
| 15    | Indian Point Site                                               |                                                                 | 1990 ID-Nr. 90001459 | Adresse nicht veröffentlicht | Fox Lake                  | |
| 16    | Kekoskee Archeological District                                 |                                                                 | 1994 ID-Nr. 94000985 | Adresse nicht veröffentlicht | Kekoskee                  | |
| 17    | Kliese Housebarn                                                | Kliese Housebarn                                                | 2008 ID-Nr. 08000257 | N366 County Highway EM 43° 12′ 24″ N, 88° 40′ 3″ W                                                                                               | Town of Emmet             | |
| 18    | Main Street Historic District                                   | Main Street Historic District                                   | 1995 ID-Nr. 95000443 | Zwischen 103 North Main Street und 126 South Main Street sowie Bridge Street zwischen Main Street und School Street 43° 29′ 43″ N, 88° 32′ 40″ W | Mayville                  | |
| 19    | Paramount Knitting Company Mill                                 | Paramount Knitting Company Mill                                 | 2011 ID-Nr. 10001229 | 222 Madison Street 43° 27′ 18″ N, 88° 50′ 28″ W                                                                                                  | Beaver Dam                | |
| 20    | Schoenicke Barn                                                 | Schoenicke Barn                                                 | 1979 ID-Nr. 79000071 | Venus Road 43° 15′ 14″ N, 88° 35′ 2″ W | nordöstlich von Watertown | |
| 21    | Ferdinand Schulze House                                         | Ferdinand Schulze House                                         | 1996 ID-Nr. 95001503 | 4262 Daley Road 43° 20′ 51″ N, 88° 35′ 44″ W | Hustisford                | |
| 22    | St. Andrew’s Church                                             | St. Andrew’s Church                                             | 2010 ID-Nr. 09001295 | W3081 County Highway Y 43° 34′ 24,8″ N, 88° 33′ 2,8″ W                                                                                           | LeRoy                     | 1901 im neugotischen Stil errichtete Kirche                                                                         |
| 23    | St. Joseph’s Roman Catholic Church                              | St. Joseph’s Roman Catholic Church                              | 1980 ID-Nr. 80004480 | County Highway Q Ecke Rich Road 43° 14′ 28″ N, 88° 47′ 16″ W                                                                                     | Town of Shields           | 1864 im neugotischen Stil errichtete Kirche                                                                         |
| 24    | St. Mark’s Episcopal Church                                     | St. Mark’s Episcopal Church                                     | 1980 ID-Nr. 80000132 | 130 East Maple Street 43° 27′ 29″ N, 88° 50′ 5″ W                                                                                                | Beaver Dam                | 1858 errichtete Kirche                                                                                              |
| 25    | Swan House and Vita Spring Pavilion                             | Swan House and Vita Spring Pavilion                             | 1980 ID-Nr. 80000133 | 230 Park Avenue 43° 27′ 26″ N, 88° 49′ 54″ W | Beaver Dam                | |
| 26    | Daniel C. Van Brunt House                                       | Daniel C. Van Brunt House                                       | 1981 ID-Nr. 81000040 | 139 West Lake Street 43° 27′ 5″ N, 88° 38′ 11″ W                                                                                                 | Horicon                   | |
| 27    | Waupun Public Library                                           | Waupun Public Library                                           | 1979 ID-Nr. 79000072 | 22 South Madison Street 43° 37′ 57″ N, 88° 43′ 48″ W                                                                                             | Waupun                    | |
| 28    | Weyenberg Shoe Factory                                          | Weyenberg Shoe Factory                                          | 2000 ID-Nr. 00001452 | 913 North Spring St. 43° 27′ 53″ N, 88° 49′ 55″ W                                                                                                | Beaver Dam                | |
| 29    | White Limestone School                                          | White Limestone School                                          | 1976 ID-Nr. 76000057 | North Main Street zwischen Dayton Street und Buchanan Street 43° 29′ 54″ N, 88° 32′ 46″ W                                                        | Mayville                  | |
| 30    | Williams Free Library                                           | Williams Free Library                                           | 1974 ID-Nr. 74000079 | 105 Park Avenue 43° 27′ 21″ N, 88° 50′ 12″ W | Beaver Dam                | 1890–1891 im errichtete Bibliothek; nach deren Umzug ab 1985 als Dodge County Historical Society and Museum genutzt |
| 31    | Wisconsin State Prison Historic District                        | Wisconsin State Prison Historic District                        | 1992 ID-Nr. 91001994 | 200 South Madison Street 43° 37′ 47″ N, 88° 43′ 56″ W                                                                                            | Waupun                    | 1854 errichtetes Staatsgefängnis                                                                                    |
| 32    | Zirbel-Hildebrandt Farmstead                                    | Zirbel-Hildebrandt Farmstead                                    | 2007 ID-Nr. 07001271 | W1328-1330 WIS 33 43° 26′ 2,2″ N, 88° 27′ 42″ W                                                                                                  | Town of Herman            | |

## Frühere Einträge
| [ 2 ] | Name                    | Bild             | Eintragsdatum        | Lage                                                                | Ort    | Beschreibung                                                                                 |
| ----- | ----------------------- | ---------------- | -------------------- | ------------------------------------------------------------------- | ------ | -------------------------------------------------------------------------------------------- |
| 1     | Dodge County Courthouse |                  | 1982 ID-Nr. 82000661 | 220 East State Street                                               | Juneau | 2001 aus dem Register gestrichen                                                             |
| 2     | Sock Road Bridge        | Sock Road Bridge | 1982 ID-Nr. 78003442 | Sock Road over the Beaver Dam River 43° 21′ 7,2″ N, 88° 49′ 59,5″ W | Lowell | 1893 errichtete Fachwerkbrücke; im Jahr 1980 abgerissen und 1982 aus dem Register gestrichen |